# Deutschritterstraße 9 (Kirchhausen)

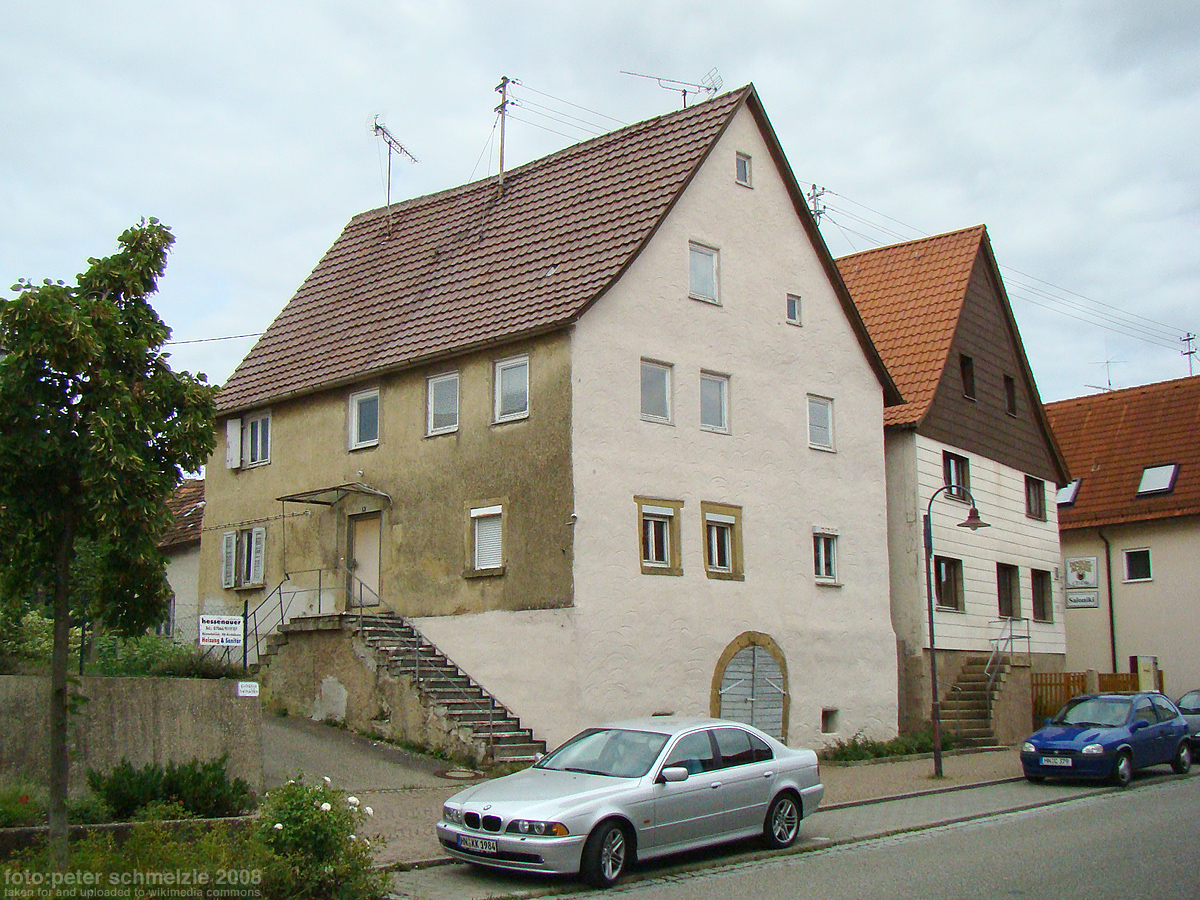
Handwerkerhaus in der Deutschritterstr. 9

Das Handwerkerhaus an der Deutschritterstraße 9 im Heilbronner Stadtteil Kirchhausen ist ein Küferhandwerkerhaus mit zugehöriger Werkstatt im rückwärtigen Anbau. Das Küferhandwerk ist für dieses Gebäude bis in das Jahr 1930 belegt. Das denkmalgeschützte Gebäude gilt als Kulturdenkmal.

## Beschreibung
Das Gebäude ist ein zweistöckiger verputzter Fachwerkbau, das 1786 über einem hohen Kellergeschoss errichtet wurde. Bemerkenswert ist das große Rundbogentor des Gewölbekellers, das sich giebelseitig zur Deutschritterstraße hin befindet, wobei sich im Tor ein Keilstein mit den Initialen des Erbauers mit dem Küferhandwerkszeichen erhalten hat.

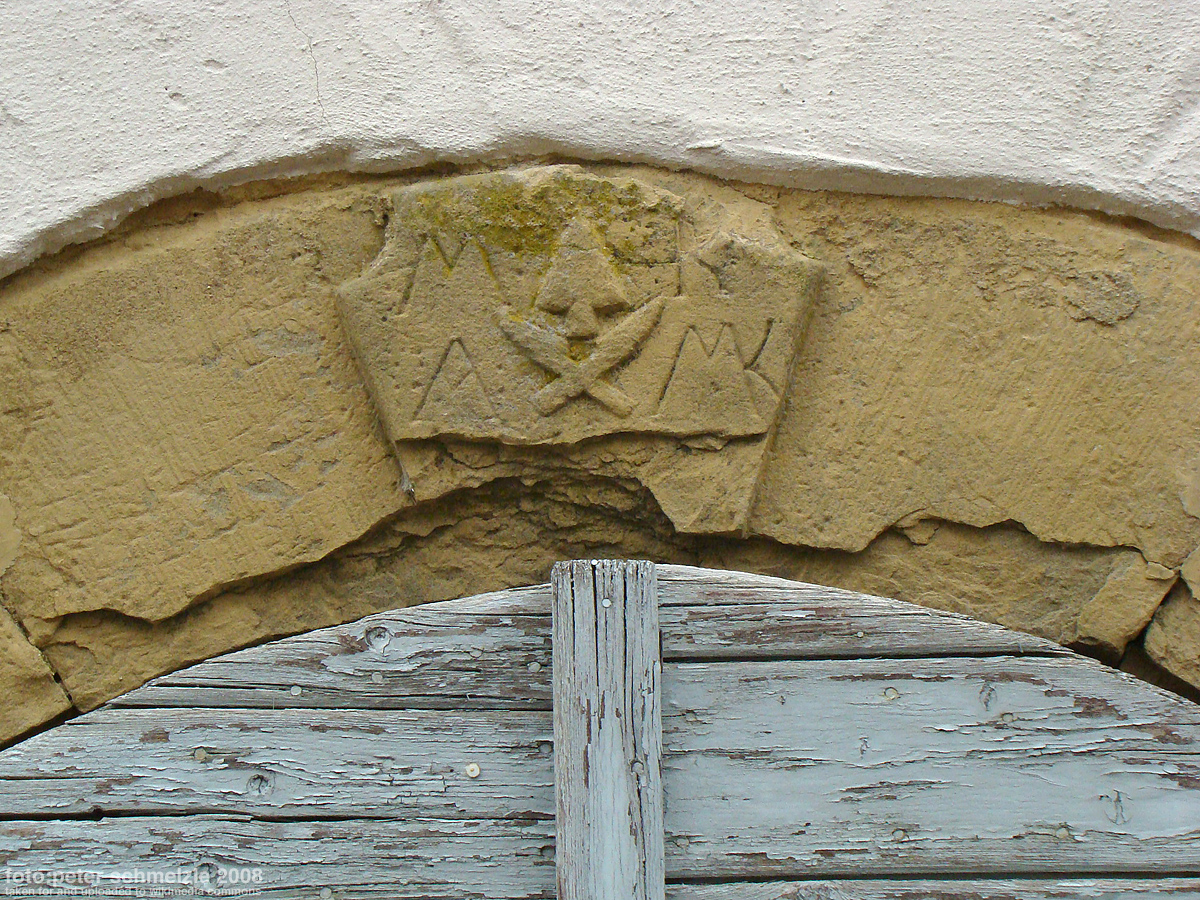
Kellerportal